# 양-백스터 방정식
물리학에서 양-백스터 방정식(영어: Yang–Baxter equation)은 양자 적분가능계의 산란 행렬이 만족시키는 특별한 방정식이다.

## 역사
양전닝이 1968년에, 로드니 백스터(Rodney J. Baxter)가 1971년에 독자적으로 발견하였다.

## 정의
양자 적분가능계에서는 모든 다입자 산란 행렬이 2입자 (2→2) 산란 행렬로 인수분해된다. 이 경우, 2입자 산란 행렬 {\displaystyle R(\gamma )}는 두 입자 사이의 상대 신속도 {\displaystyle \gamma } 및 두 입자의 양자역학적 상태들로 결정된다.
이 경우, 2입자 산란 행렬들은 다음과 같은 관계를 만족시킨다. 이를 양-백스터 방정식이라고 한다. 세 계의 입자 1,2,3의 산란 행렬에 대해서,
{\displaystyle R_{12}(\gamma _{1}-\gamma _{2})R_{13}(\gamma _{1}-\gamma _{3})R_{23}(\gamma _{2}-\gamma _{3})=R_{23}(\gamma _{2}-\gamma _{3})R_{13}(\gamma _{1}-\gamma _{3})R_{12}(\gamma _{1}-\gamma _{2})}
이다.

## 같이 보기
- 라이데마이스터 변형